# Inercia
En física, la inercia (del latín inertĭa) es la propiedad que tienen los cuerpos que permanecen en su estado de reposo o movimientos relativos. Dicho, de forma general, es la resistencia que opone la materia a que se modifique su estado de movimiento, incluyendo cambios en la velocidad o en la dirección del movimiento. Como consecuencia, un cuerpo conserva su estado de reposo relativo o movimiento rectilíneo uniforme relativo si no hay una fuerza que, actuando sobre él, logre cambiar su estado de movimiento.
En la naturaleza no existe el reposo absoluto, siempre toda la materia está en movimiento, por eso cuando se habla de reposo o Movimiento Rectilíneo Uniforme (MRU) se debe añadir la palabra "relativo" (relativo a un sistema de referencia). El cuerpo está en reposo o en MRU solo con respecto de ese sistema de referencia. Cuando un cuerpo está en reposo relativo sobre la superficie de la Tierra, también está participando de los distintos movimientos que realiza el planeta si se considera un marco de referencia centrado en el Sol. Así mismo, está sometido a diferentes fuerzas como las gravitatorias de la Tierra, el Sol, La Luna y otros cuerpos, así como la resistencia mecánica que impide que se hunda en la tierra, o se reviente. Se puede decir que el cuerpo se encuentra en equilibrio sobre la superficie de la Tierra y, por lo tanto, en reposo relativo.
Podríamos decir que es la resistencia que opone un sistema de partículas a modificar su estado dinámico.
En física se dice que un sistema tiene más inercia cuando resulta más difícil lograr un cambio en el estado físico del mismo. Los dos usos más frecuentes en física son la inercia mecánica y la inercia térmica.
La primera de ellas aparece en mecánica y es una medida de dificultad para cambiar el estado de movimiento o reposo de un cuerpo. La inercia mecánica depende de la cantidad de masa y del tensor de inercia.
La inercia térmica mide la dificultad con la que un cuerpo cambia su temperatura al estar en contacto con otros cuerpos o ser calentado. La inercia térmica depende de la capacidad calorífica.
Las llamadas fuerzas de inercia son fuerzas ficticias o aparentes que un observador percibe en un sistema de referencia no-inercial.

## Interpretaciones de la inercia
Hay investigadores que consideran la inercia mecánica como manifestación de la masa, y están interesados en las ideas de la física de partículas sobre el bosón de Higgs. De acuerdo con el modelo estándar de la física de partículas, todas las partículas elementales carecen prácticamente de masa. Sus masas (y por lo tanto su inercia) provienen del Mecanismo de Higgs vía intercambio con un campo omnipresente de Higgs. Esto lleva a deducir la existencia de una partícula elemental, el bosón de Higgs.
Otros están inclinados a ver la inercia como una característica conectada con la masa, y trabajan a lo largo de otros caminos. El número de los investigadores que entregan nuevas ideas aquí es reducido. Muchas de las ideas presentadas al respecto todavía son miradas como protociencia, pero ilustra cómo está avanzando la formación de teorías en esta área.
Una publicación reciente del físico sueco-americano C. Johan Masreliez propone que el fenómeno de la inercia puede ser explicado, si los coeficientes métricos en la línea elemento de Minkowskian son cambiados como consecuencia de la aceleración. Cierto factor de posicionamiento modela la inercia como efecto de tipo gravitacional.
En un artículo sucesivo para Physica Scripta, explica cómo la relatividad especial puede ser compatible con un cosmos con un marco cosmológico fijo y único de la referencia. La transformación de Lorentz modela la formación de la estructura ("“orphing"” de las partículas móviles, que pudieran preservar sus características cambiando sus geometrías del espacio-tiempo local. Con esto la geometría se convierte en dinámica y una parte integral de movimiento. Masreliez dice que es esta geometría la que cambia para ser la fuente de la inercia; ergo, para generar la fuerza de inercia. Si fuera aceptada, la inercia podría conectar la relatividad especial con la relatividad general. Sin embargo, aunque los marcos inerciales siguen siendo físicamente equivalentes y las leyes de la física se aplican igualmente, no modelan el mismo espacio-tiempo. Estas nuevas ideas, SEC han sido comprobadas hasta ahora no solo por el proponente, sino también por algunos miembros de la comunidad científica. La teoría de la SEC es controvertida, ya que refuta la hipótesis del Big Bang
Otro acercamiento ha sido sugerido por Emil Marinchev (2002).

## Historia y desarrollo del concepto de inercia

### Primeros conocimientos sobre el movimiento inercial
John H. Lienhard señala a Mozi -basado en un texto chino del periodo de los Reinos Combatientes (475-221 a. C.- como el autor de la primera descripción de la inercia. Antes del Renacimiento europeo, la teoría del movimiento predominante en la filosofía occidental era la de Aristóteles (335 a. C.-322 a. C.). En la superficie de la Tierra, la propiedad de inercia de los objetos físicos suele quedar enmascarada por la gravedad y los efectos de la fricción y la resistencia del aire, que tienden a disminuir la velocidad de los objetos en movimiento (comúnmente hasta el punto de reposo). Esto indujo al filósofo Aristóteles a creer que los objetos se moverían sólo mientras se les aplicara una fuerza. Aristóteles afirmó que todos los objetos en movimiento (en la Tierra) acababan por detenerse a menos que una fuerza externa continuara moviéndolos. Aristóteles explicó el movimiento continuado de los proyectiles, tras ser separados de su proyector, como una acción (en sí misma inexplicable) del medio circundante que continuaba moviendo el proyectil.
A pesar de su aceptación general, el concepto de movimiento de Aristóteles fue discutido en varias ocasiones por filósofos notables a lo largo de casi dos milenios. Por ejemplo, Lucrecio (siguiendo, presumiblemente, a Epicuro) afirmó que el "estado por defecto" de la materia era el movimiento, no la estasis (estancamiento). En el siglo VI, Juan Filopon criticó la incoherencia entre la discusión de Aristóteles sobre los proyectiles, donde el medio mantiene a los proyectiles en movimiento, y su discusión sobre el vacío, donde el medio impediría el movimiento de un cuerpo. Filopón propuso que el movimiento no se mantenía por la acción de un medio circundante, sino por alguna propiedad impartida al objeto cuando se ponía en movimiento. Aunque no se trataba del concepto moderno de inercia, ya que seguía siendo necesario un poder para mantener un cuerpo en movimiento, resultó ser un paso fundamental en esa dirección. Averroes y muchos filósofos escolásticos que apoyaban a Aristóteles se opusieron firmemente a este punto de vista. Sin embargo, este punto de vista no quedó sin respuesta en el mundo islámico, donde Filopón tuvo varios partidarios que desarrollaron sus ideas.
En el siglo XI, el polímata persa Ibn Sina (Avicena) afirmó que un proyectil en el vacío no se detendría a menos que se actuara sobre él.

### Teoría del ímpetu
En el siglo XIV, Jean Buridan rechazó la noción de que una propiedad generadora de movimiento, que él denominó ímpetu, se disipara espontáneamente. La posición de Buridan era que un objeto en movimiento sería detenido por la resistencia del aire y el peso del cuerpo, que se opondrían a su ímpetu. Buridan también sostenía que el ímpetu aumentaba con la velocidad; por tanto, su idea inicial de ímpetu era similar en muchos aspectos al concepto moderno de impulso. A pesar de las obvias similitudes con las ideas más modernas de inercia, Buridán consideraba su teoría sólo como una modificación de la filosofía básica de Aristóteles, manteniendo muchos otros puntos de vista peripatéticos, incluida la creencia de que seguía existiendo una diferencia fundamental entre un objeto en movimiento y un objeto en reposo. Buridán también creía que el ímpetu podía ser no sólo lineal, sino también circular por naturaleza, haciendo que los objetos (como los cuerpos celestes) se movieran en círculo. La teoría de Buridán fue seguida por su discípulo Alberto de Sajonia (1316-1390) y los Calculadores de Oxford, que realizaron varios experimentos que socavaron aún más el modelo aristotélico. Nicole Oresme, pionera en la práctica de ilustrar las leyes del movimiento con gráficos, desarrolló su trabajo.
Poco antes de la teoría de la inercia de Galileo, Giambattista Benedetti modificó la creciente teoría del ímpetu para implicar únicamente el movimiento lineal:
"...[Cualquier] porción de materia corpórea que se mueve por sí misma cuando se le ha impreso un ímpetu por cualquier fuerza motriz externa tiene una tendencia natural a moverse en una trayectoria rectilínea, no curva"
Benedetti cita el movimiento de una piedra en una honda como ejemplo del movimiento lineal inherente a los objetos, forzados a un movimiento circular.

### Inercia clásica
Según Charles Coulston Gillispie, la inercia "entró en la ciencia como una consecuencia física de la geometrización del espacio-materia de Descartes, combinada con la inmutabilidad de Dios". El primer físico que rompió completamente con el modelo aristotélico del movimiento fue Isaac Beeckman en 1614. El término "inercia" fue introducido por primera vez por Johannes Kepler en su Epitome Astronomiae Copernicanae (publicado en tres partes de 1617 a 1621); sin embargo, el significado del término de Kepler (que derivó de la palabra latina para "ociosidad" o "pereza") no era exactamente el mismo que su interpretación moderna. Kepler definió la inercia sólo en términos de resistencia al movimiento, basándose una vez más en la presunción de que el reposo era un estado natural que no necesitaba explicación. No fue hasta los trabajos posteriores de Galileo y Newton, que unificaron el reposo y el movimiento en un principio, cuando el término "inercia" pudo aplicarse a estos conceptos tal y como se hace hoy. El principio de inercia, tal y como lo formuló Aristóteles para los "movimientos en el vacío", incluye que un objeto mundano tiende a resistirse a un cambio de movimiento. La división aristotélica del movimiento en mundano y celeste se hizo cada vez más problemática ante las conclusiones de Nicolás Copérnico en el siglo XVI, quien sostenía que la Tierra nunca está en reposo, sino en movimiento constante alrededor del Sol.

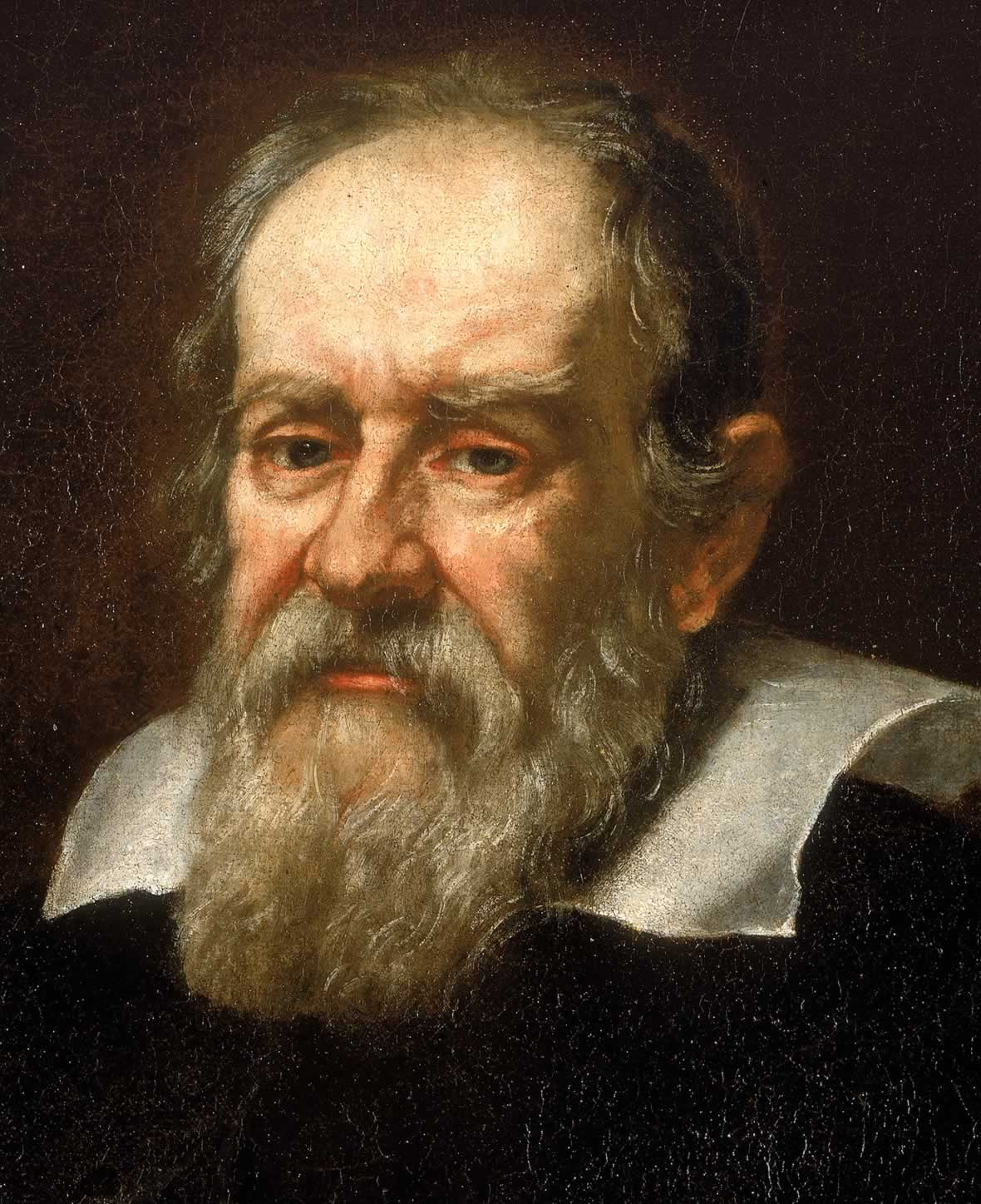
Retrato de Galileo Galilei

Galileo, en su posterior desarrollo del modelo copernicano, reconoció estos problemas con la naturaleza entonces aceptada del movimiento y, al menos parcialmente, como resultado, incluyó una reformulación de la descripción de Aristóteles del movimiento en el vacío como principio físico básico:
Un cuerpo que se mueve sobre una superficie plana continuará en la misma dirección a una velocidad constante a menos que sea perturbado.
Galileo escribe que "eliminados todos los impedimentos externos, un cuerpo pesado sobre una superficie esférica concéntrica con la Tierra se mantendrá en el estado en que se encontraba; si se le pone en movimiento hacia el oeste (por ejemplo), se mantendrá en ese movimiento".  Esta noción, denominada "inercia circular" o "inercia circular horizontal" por los historiadores de la ciencia, es precursora pero distinta de la noción de inercia rectilínea de Newton. Para Galileo, un movimiento es "horizontal" si no lleva al cuerpo en movimiento hacia el centro de la Tierra ni lo aleja de él, y para él, "un barco, por ejemplo, habiendo recibido una vez cierto impulso a través del tranquilo mar, se movería continuamente alrededor de nuestro globo sin detenerse jamás". También hay que señalar que Galileo llegó más tarde (en 1632) a la conclusión de que, basándose en esta premisa inicial de la inercia, es imposible distinguir entre un objeto en movimiento y uno inmóvil sin alguna referencia exterior con la que compararlo (sistema marco de referencia). Esta observación acabó siendo la base para que Albert Einstein desarrollara la teoría de la relatividad especial.

El efecto de la masa inercial: si se tira lentamente, el hilo superior se rompe (a). Si se tira rápidamente, el hilo inferior se rompe (b)

Los conceptos de inercia de los escritos de Galileo serían refinados, modificados y codificados más tarde por Isaac Newton como la primera de sus Leyes del Movimiento (publicada por primera vez en la obra de Newton, Philosophiæ Naturalis Principia Mathematica, en 1687):
Todo cuerpo persevera en su estado de reposo, o de movimiento uniforme en una línea recta, a menos que sea obligado a cambiar ese estado por fuerzas impresas sobre él.
A pesar de haber definido el concepto con tanta elegancia en sus leyes del movimiento, Newton no utilizó realmente el término "inercia" para referirse a su Primera Ley. De hecho, originalmente consideraba que el fenómeno respectivo estaba causado por "fuerzas innatas" inherentes a la materia, que se resistían a cualquier aceleración. Desde esta perspectiva, y tomando prestado de Kepler, Newton atribuyó al término "inercia" el significado de "la fuerza innata que posee un objeto y que se resiste a los cambios de movimiento"; de este modo, Newton definió la "inercia" como la causa del fenómeno, en lugar del fenómeno en sí. Sin embargo, las ideas originales de Newton sobre la "fuerza de resistencia innata" resultaron problemáticas por diversas razones, por lo que la mayoría de los físicos ya no piensan en estos términos. Como no se ha aceptado fácilmente ningún mecanismo alternativo, y ahora se acepta en general que puede que no haya ninguno que podamos conocer, el término "inercia" ha pasado a significar simplemente el fenómeno en sí, en lugar de cualquier mecanismo inherente. Así, en última instancia, la "inercia" en la física clásica moderna ha pasado a ser un nombre para el mismo fenómeno descrito por la Primera Ley del Movimiento de Newton, y los dos conceptos se consideran ahora equivalentes.

### Relatividad
La teoría de la relatividad especial de Albert Einstein, propuesta en su artículo de 1905 titulado "Sobre la electrodinámica de los cuerpos en movimiento", se basaba en la comprensión de los sistemas de referencia inerciales desarrollada por Galileo, Huygens y Newton. Aunque esta revolucionaria teoría cambió significativamente el significado de muchos conceptos newtonianos como masa, energía y distancia, el concepto de inercia de Einstein permaneció en un principio inalterado respecto al significado original de Newton. Sin embargo, esto dio lugar a una limitación inherente a la relatividad especial: el principio de relatividad sólo podía aplicarse a los sistemas de referencia inerciales. Para hacer frente a esta limitación, Einstein desarrolló su teoría general de la relatividad ("Los fundamentos de la teoría general de la relatividad", 1916), que proporcionaba una teoría que incluía los sistemas de referencia no inerciales (acelerados).
En la relatividad general, el concepto de movimiento inercial adquirió un significado más amplio. Teniendo en cuenta la relatividad general, el movimiento inercial es cualquier movimiento de un cuerpo que no se ve afectado por fuerzas de origen eléctrico, magnético o de otro tipo, sino que se encuentra únicamente bajo la influencia de las masas gravitatorias. Físicamente hablando, esto es exactamente lo que indica un acelerómetro de tres ejes que funcione correctamente cuando no detecta ninguna aceleración adecuada.